# Louis Jean François Lagrenée
Pour les articles homonymes, voir La Grené.
Louis Jean François Lagrenée, dit « Lagrenée l'aîné », né le 21 janvier 1725 à Paris où il est mort le 19 juin 1805, est un peintre français.

## Biographie
Louis Jean François Lagrenée est né le 21 janvier 1725 à Paris.
Élève de Carle van Loo, il est admis en mars 1744 à l'École royale des élèves protégés nouvellement créée et obtient le prix de Rome en 1749. Il séjourne à l'Académie de France à Rome de 1750 à 1754.
De retour à Paris, il est reçu membre de l'Académie royale le 31 mai 1755 avec L’Enlèvement de Déjanire. Il se marie le 10 juillet 1758 avec Anna-Agathe Isnard, âgée de 16 ans.
Il est en Russie en 1760 à 1763 où l'impératrice Élisabeth le nomme peintre de Sa Majesté et directeur de l'Académie des beaux arts de Saint-Pétersbourg à la suite de la mort de Louis-Joseph Le Lorrain.
Il revint en France exercer la même fonction au sein de l'Académie royale en 1763. Il devient successivement, adjoint-professeur, professeur, directeur de l'Académie de France à Rome, recteur, conservateur et administrateur honoraire du Musée. Le 2 octobre 1762, il est nommé professeur de peinture à l'Académie royale de peinture et de sculpture, en remplacement d'Edmé Bouchardon, avant d'être nommé à la direction de l'Académie de France à Rome, de 1781 à 1787. Il aura pour successeur Antoine-Denis Chaudet en 1810.
Ces responsabilités ne l'éloignent nullement de la pratique ː peintre prolifique, il se distingue notamment dans des œuvres, mythologiques ou religieuses et souvent de petit format, que goûte une clientèle d'amateurs. Sa manière mêle habilement la souplesse de la peinture française des années 1750 à la poésie de Francesco Albani et à la rigueur du dessin d'un Guido Reni, deux peintres italiens qu'il admirait.
Napoléon lui octroie la Légion d'honneur en 1804.
Louis Jean François Lagrenée meurt au palais du Louvre, où il résidait.
Son fils Anthelme-François Lagrenée fut également peintre et son gendre, Antoine-Laurent-Thomas Vaudoyer, architecte.

## Œuvre
Dans la période de transition qui, entre François Boucher et Jacques-Louis David, prépare l'avènement du néoclassicisme, Lagrenée mène une carrière de peintre officiel, servant avec constance la politique artistique des Bâtiments du roi et sa préoccupation première, qui fut la régénérescence de la grande peinture. C'est un artiste particulièrement fécond qui s'illustre particulièrement dans les petits tableaux de cabinet aux mythologies galantes, allégories gracieuses ou Vierges à l'Enfant que les amateurs s'arrachèrent. Son style épuré et suave imité des peintres bolonais du Seicento lui vaudra le surnom flatteur d'« Albane moderne ».

Au début de sa carrière, Denis Diderot lui trouve des mérites mais déplore son manque d'imagination et d'esprit ː 

« Mon ami, tu es plein de grâce, tu peins, tu dessines à merveille, mais tu n'as ni imagination, ni esprit ; tu sais étudier la nature, mais tu ignores le cœur humain. Sans l'excellence de ton faire, tu serais au dernier rang. Encore y aurait-il lieu à dire sur ce faire. Il est gras, empâté, séduisant ; mais en sortira-t-il jamais une vérité forte, un effet qui réponde à celui du pinceau de Rubens, de Van Dyck ? (1767). »

Mais quelques années plus tard, le même critique reconnaît ː 

« C'est un peintre que celui-ci ǃ Les progrès qu'il a fait dans son art sont surprenant. [...] Ses compositions sont simples, ses actions vraies, sa couleur belle et solide ; c'est toujours d'après la nature qu'il travaille. »

On a un moment cru que, tout comme son frère, il avait pratiqué la gravure mais cela s'est révélé inexact.

### L'éloge de la docilité

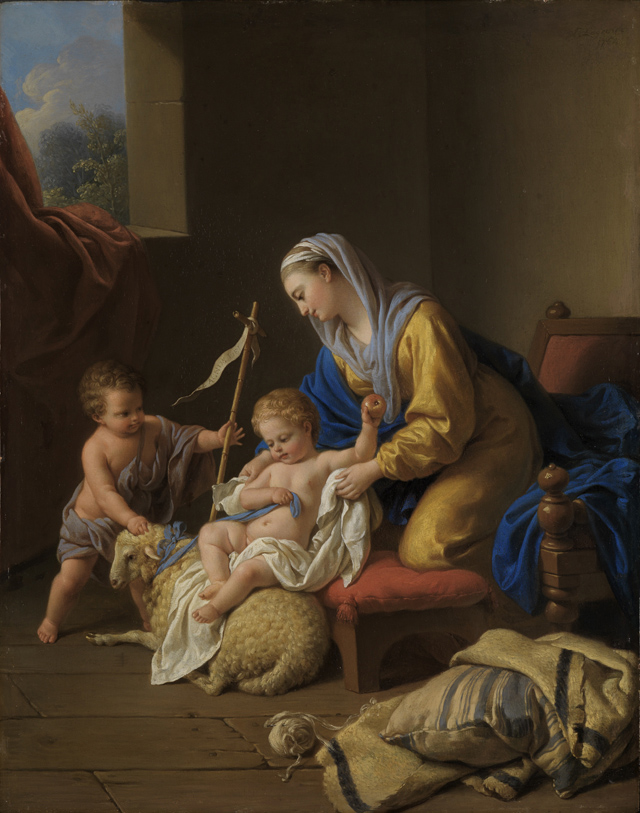
Marie avec le Christ et saint Jean Baptiste (1764), Staatliche Kunsthalle Karlsruhe.

La grâce de cette scène familiale, la délicatesse du dessin, la poésie des accords chromatiques avec ces répons de rouges et de bleus qui rythment la composition favorisent la méditation ː nous sommes invités à regarder attentivement, pour apprendre de ces enfants et de Marie qui nous livrent avec une infinie douceur une leçon de docilité.
Marie avec le Christ et saint Jean Baptiste, peint sur cuivre en 1764 et exposé au Salon de 1765 (Salons (Diderot)). La Vierge, à genoux sur un tabouret, dans une pièce dépourvue de tout décor à l'exception « d'un vieux fauteuil, un bout de couverture, avec un oreiller  de coutil d'une vérité à tromper les yeux » (Diderot), et d'un rideau qui repose sur le rebord d'une fenêtre ouverte, s'occupe avec tendresse de son fils.

L'enfant est assis sur un agneau, couché à terre. Devant lui, tenant maladroitement sur ses jambes, se trouve son cousin Jean Baptiste. Aucune auréole n'atteste la sainteté des personnages représentés. Ils sont immédiatement identifiables ː le Christ tient dans sa main droite une pomme et Jean Baptiste, une croix de bois sur laquelle est enroulé un phylactère portant l'inscription Ecce Agnus Dei. Jésus et Jean Baptiste sont des enfants, des tout-petits, qui s'amusent avec un animal si docile qu'il porte autour du cou un ruban bleu servant de laisse.

Marie, Jésus et Jean Baptiste sont unis ː ils s'inscrivent dans une forme pyramidale dont le Christ est le centre. La candeur de l'enfance est à peine troublée par l'annonce de la Passion attesté par la pomme, la croix, aussi par le linge sur lequel repose Jésus, préfigurant le linceul, même par le rideau pourpre de la fenêtre, préfiguration du manteau dont on le vêtira avant de le conduire au Calvaire.

### Peintures
- L'Assomption, 1750, huile marouflée, 340 × 170 cm, Douai, collégiale Saint-Pierre, chapelle du dôme[11].
- Horace venant de frapper sa sœur, entre 1750 et 1754, huile sur toile, 95 × 134 cm, musée des Beaux-Arts de Rouen[12].
- Autoportrait, 1750-1755, huile sur toile, 65 × 49 cm, Helsinki, Galerie nationale de Finlande[13].
- L'Enlèvement de Déjanire par le centaure Nessus, 1753, Salon de 1755, huile sur toile, 157 × 185 cm, Paris, musée du Louvre[14].
- Saint Jean dans l’île de Pathmos, 1758, huile sur toile, 390 × 227 cm, Lyon, primatiale Saint-Jean.
- Marie avec le Christ et saint Jean Baptiste , 1764, huile sur cuivre, 420 × 320 cm, Staatliche Kunsthalle Karlsruhe.
- Mercure, Hersé et Aglaure jalouse de sa sœur, Salon de 1767, huile sur toile, 55 × 72 cm, Stockholm, Nationalmuseum[15].
- Cupidon et Psyché, 1767, huile sur toile, 55 × 71 cm, Stockholm, Nationalmuseum[16].
- Allégorie à la mort du Dauphin, 1767, huile sur toile, 129 × 96 cm, château de Fontainebleau[17].
- Psyché surprend l'Amour endormi, 1768, huile sur toile, Diamètre 121 cm, dessus de porte provenant du château de Meudon, Paris, musée du Louvre[18].
- Bacchus et Ariane, 1768, huile sur cuivre, 25 × 35 cm, Stockholm, Nationalmuseum[19].
- Diane et Endymion, 1768, huile sur cuivre, 25 × 35 cm, Stockholm, Nationalmuseum[20].
- Vénus et Mars, une allégorie de la Paix, 1770, huile sur toile, 65 × 54 cm, Los Angeles, Getty Center[21].
- Cérès ou l'Agriculture, vers 1770, huile sur toile, 329 × 224 cm, commandé par Louis XV pour la salle à manger du Petit Trianon en 1768, château de Versailles[22] .
- Saint Germain l'Auxerrois donnant une médaille à sainte Geneviève, 1771, huile sur toile, 178 × 110 cm, Paris, église Saint-Thomas-d’Aquin.
- Jeune femme endormie sur un lit parsemé de roses, 1773, huile sur cuivre, 34 × 42 cm, Clermont-Ferrand, musée d'Art Roger-Quilliot[23].
- Jupiter et Junon sur le mont Ida endormis par Morphée, 1774, toile ovale, 121 × 97 cm, localistion inconnue, vente Tajan 2004[24].
- Mithridate devient amoureux de Stratonice, 1775-1780, huile sur toile, 59 × 74 cm, musée des Beaux-Arts de Quimper[25].
- L'Amour des Arts console la Peinture des écrits ridicules et envenimés de ses ennemis, Salon de 1781, huile sur toile, 21 × 27 cm, Paris, musée du Louvre[26].
- Pygmalion et Galatée, 1781, huile sur toile, 59 × 49 cm, Detroit Institute of Arts[27].
- Les Deux veuves d'un chef indien se disputant les honneurs du bûcher, 1783, huile sur toile, 325 × 422 cm, musée des Beaux-Arts de Dijon[28].
- Mort de la femme de Darius (Plutarque XXXIII, 30), vers 1784, huile sur toile, 101 × 138 cm, Paris, collection particulière[réf. nécessaire].
- La Mort de la Femme de Darius, Salon de 1785, huile sur toile, 327 × 424 cm, commandé par Louis XVI, Paris, musée du Louvre[29].
- L’Amitié consolant la Vieillesse de la perte de la beauté et du départ des plaisirs, 1786, huile sur toile, 75 × 103 cm, Paris, collection particulière[réf. nécessaire].
- La Résurrection, 1788, huile marouflée, 440 × 380 cm, collégiale Saint-Pierre de Douai[30].
- Mercure, Hersé et Aglaure ou Alcibiade aux genoux de sa maîtresse, 1798-1804, huile sur toile, 53 × 65 cm, Pasadena, Norton Simon Museum[31].
- Aphrodite et Éros, huile sur toile, 45 × 55 cm, Athènes, Pinacothèque nationale[32].
- L'Aurore, huile sur toile, Sacramento, Crocker Art Museum.

Œuvres de Louis Jean François Lagrenée
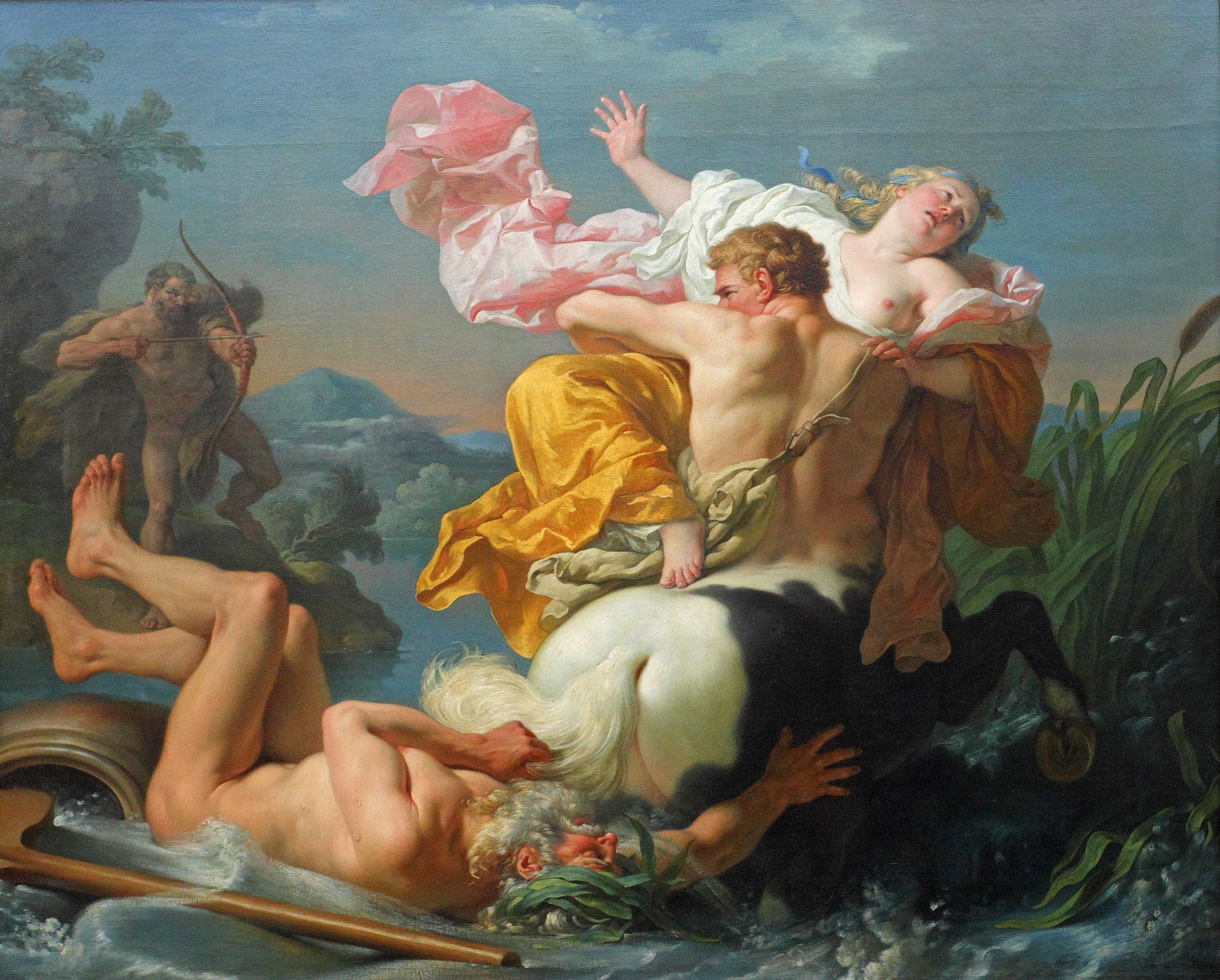
L'Enlèvement de Déjanire (1755), Paris, musée du Louvre.
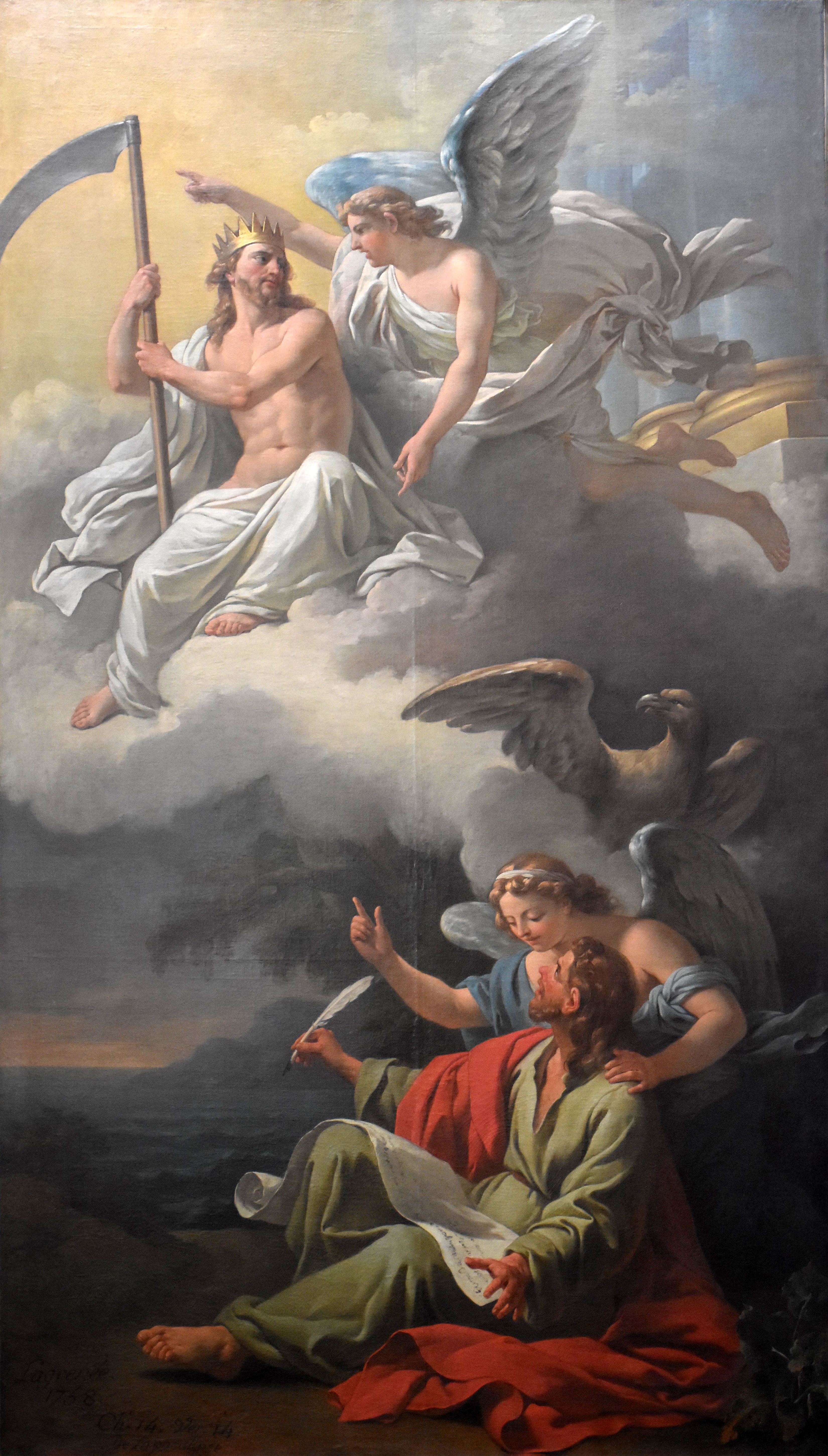
Saint Jean dans l’île de Patmos (1758), primatiale Saint-Jean de Lyon.
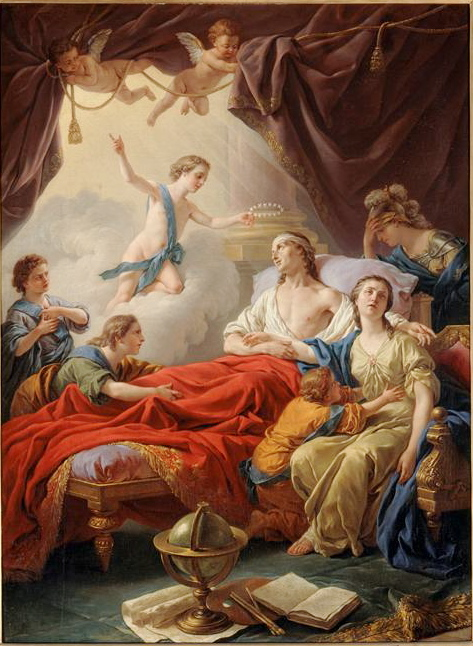
Le Dauphin mourant (1767), château de Fontainebleau.
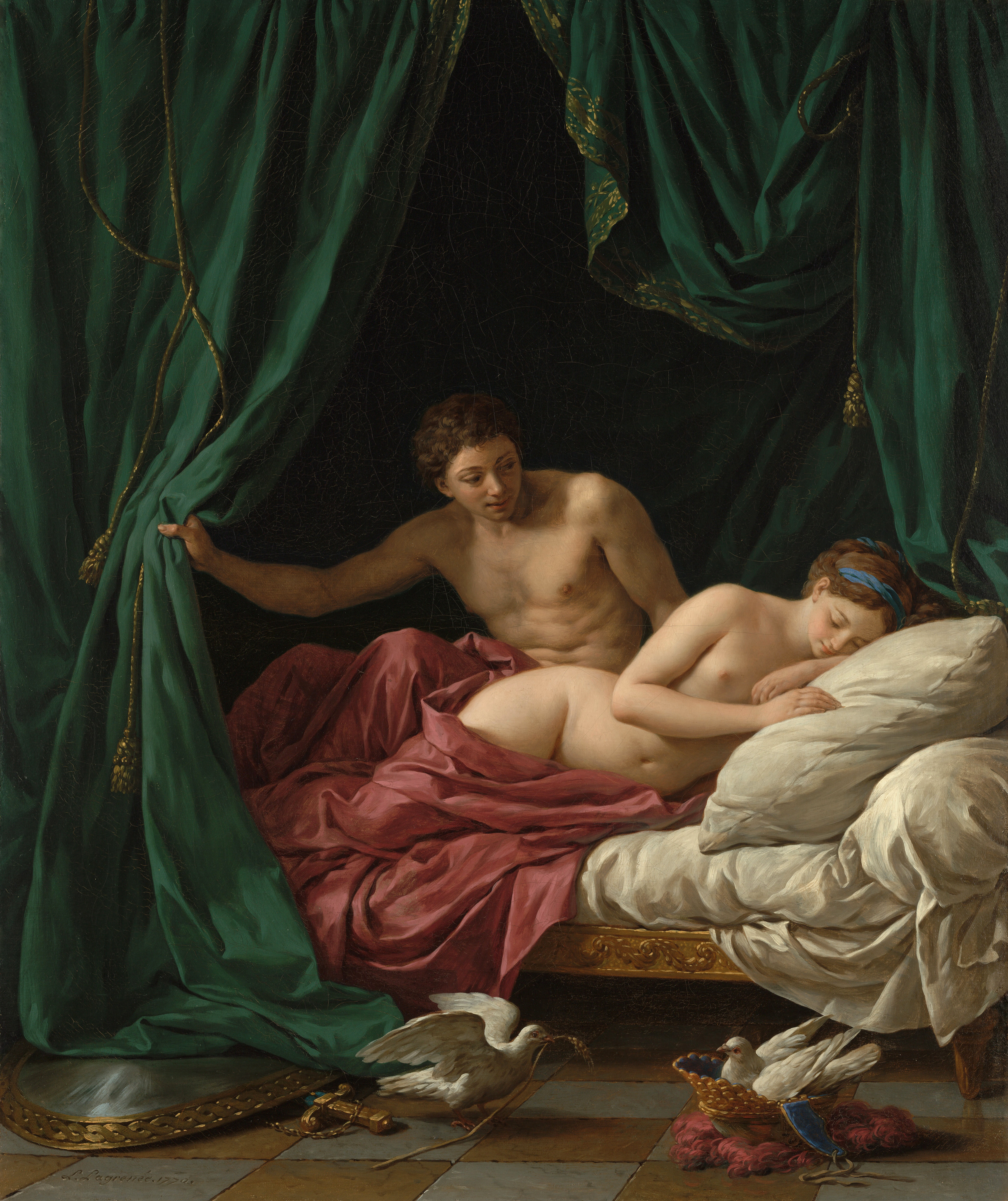
Vénus et Mars (1770), Los Angeles, Getty Center.
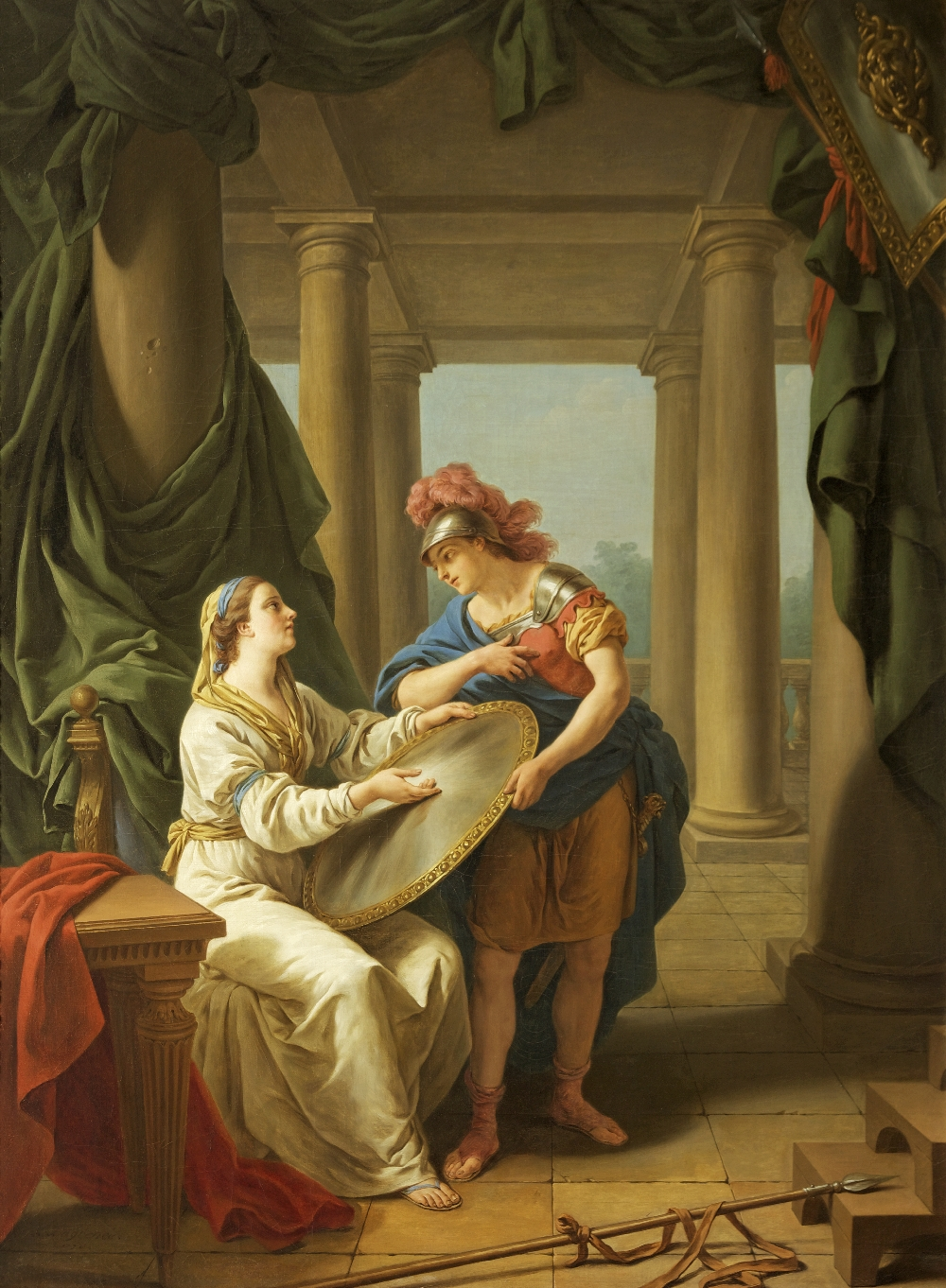
La mère spartiate (1770) National Trust for Places of Historic Interest or Natural Beauty.
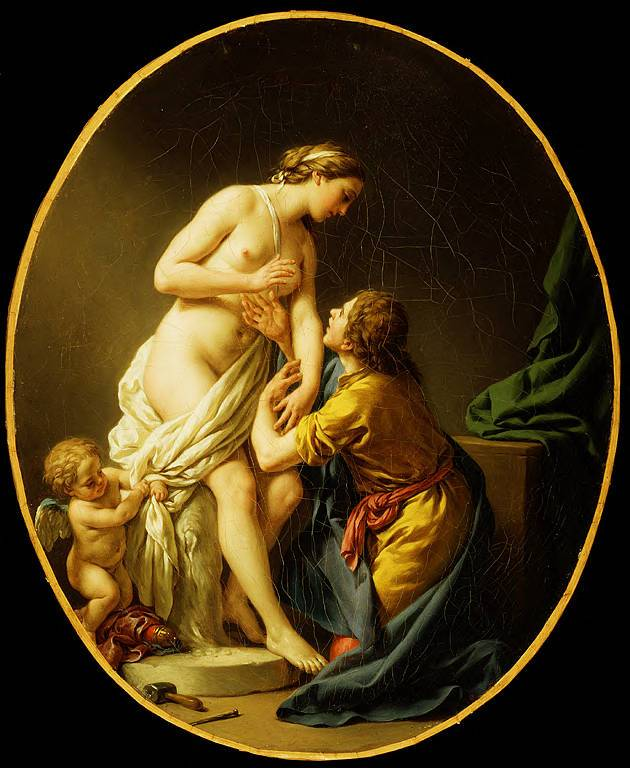
Pygmalion et Galatée (1781), Detroit Institute of Arts.
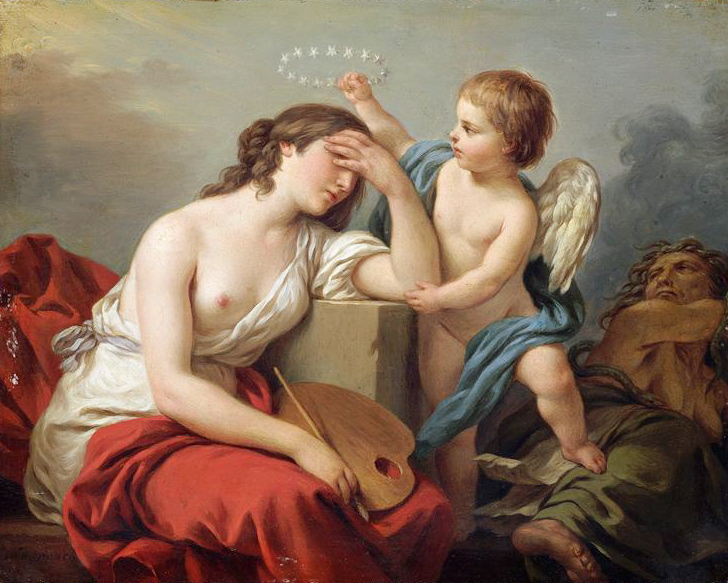
L'Amour des Arts console la Peinture (1781), Paris, musée du Louvre.
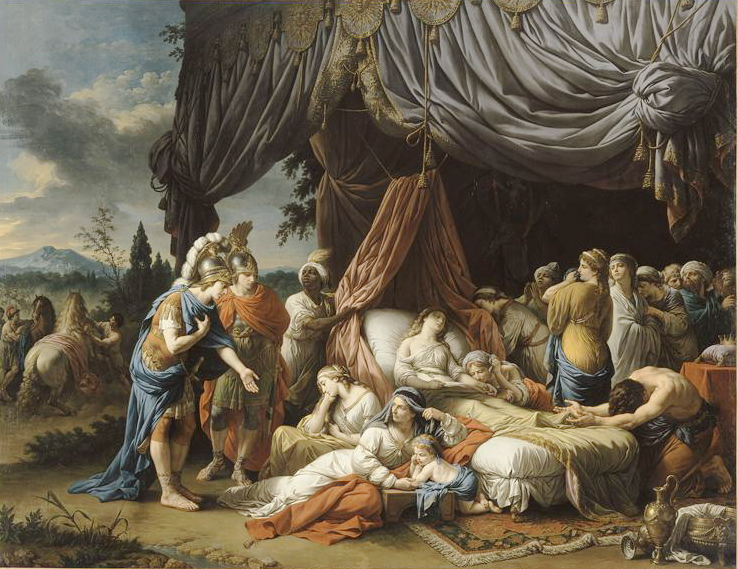
La Mort de la femme de Darius (1785), Paris, musée du Louvre.

### Dessins

Divers dessins
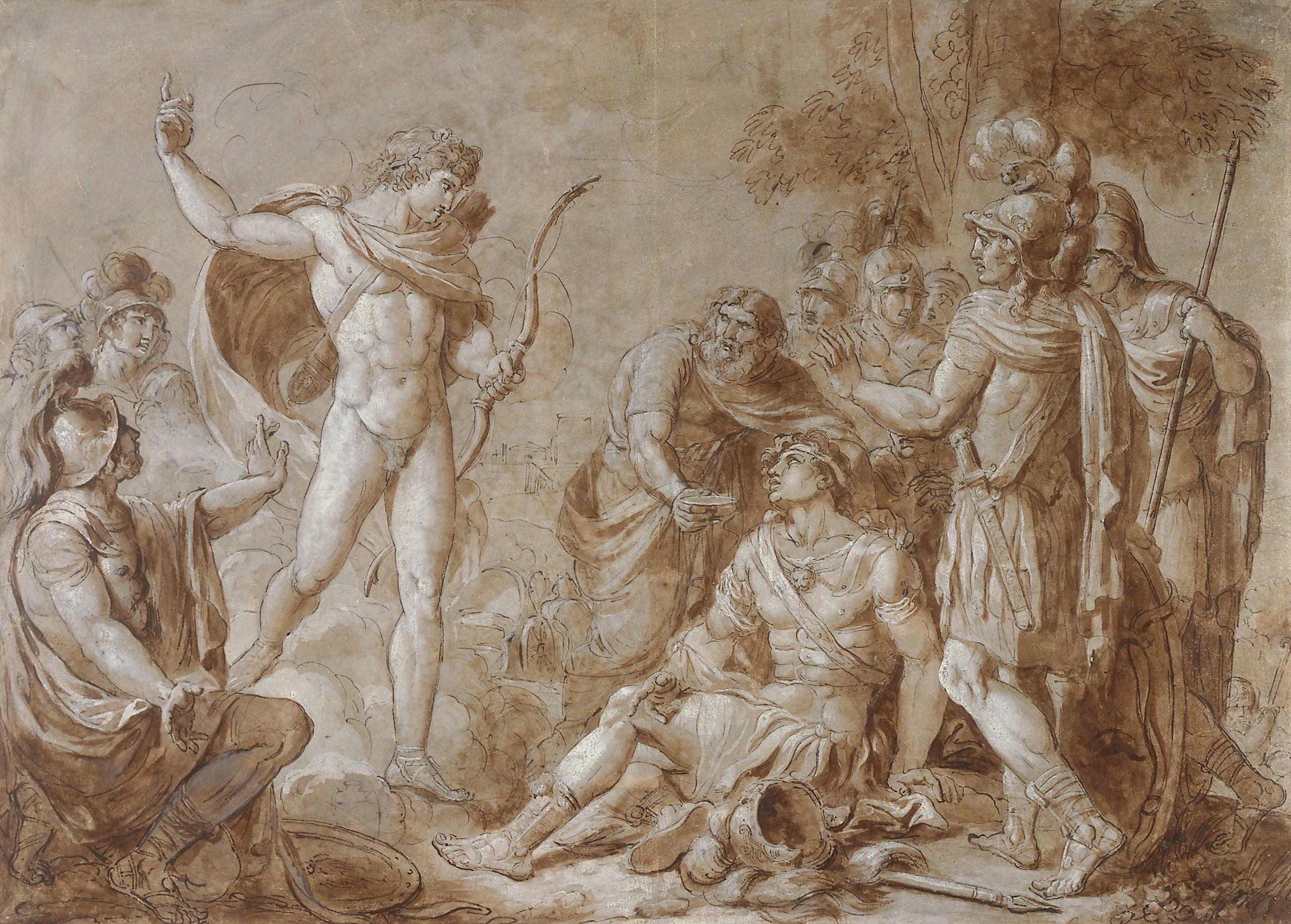
Apollon, à la demande de Zeus, rétablit la santé d’Hector et l’exhorte à engager le combat avec les Grecs, 1770, Minneapolis Institute of Art.
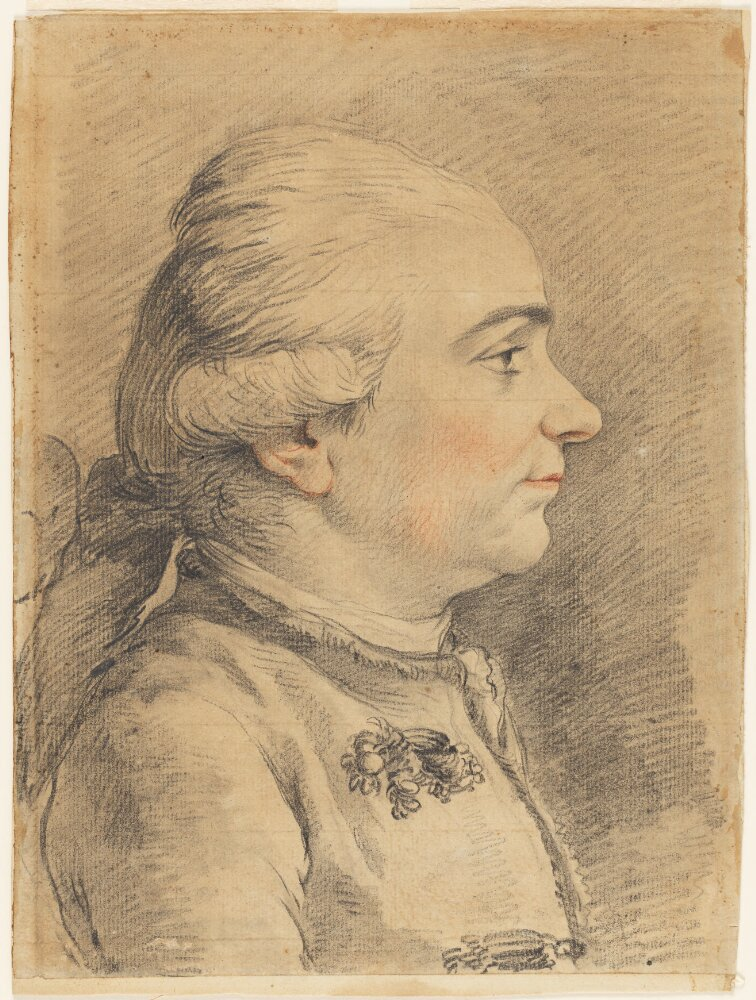
Autoportrait de Louis Jean François Lagrenée, 1778, Nationalmuseum, Suède.
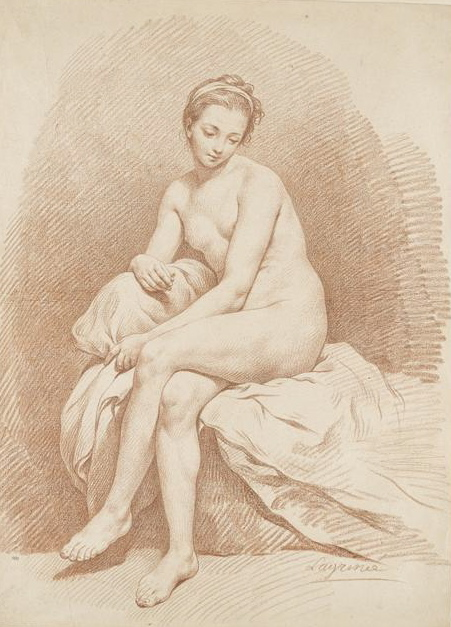
Jeune fille nue, assise sur un lit, vue de face, regardant à terre, Musée du Louvre.
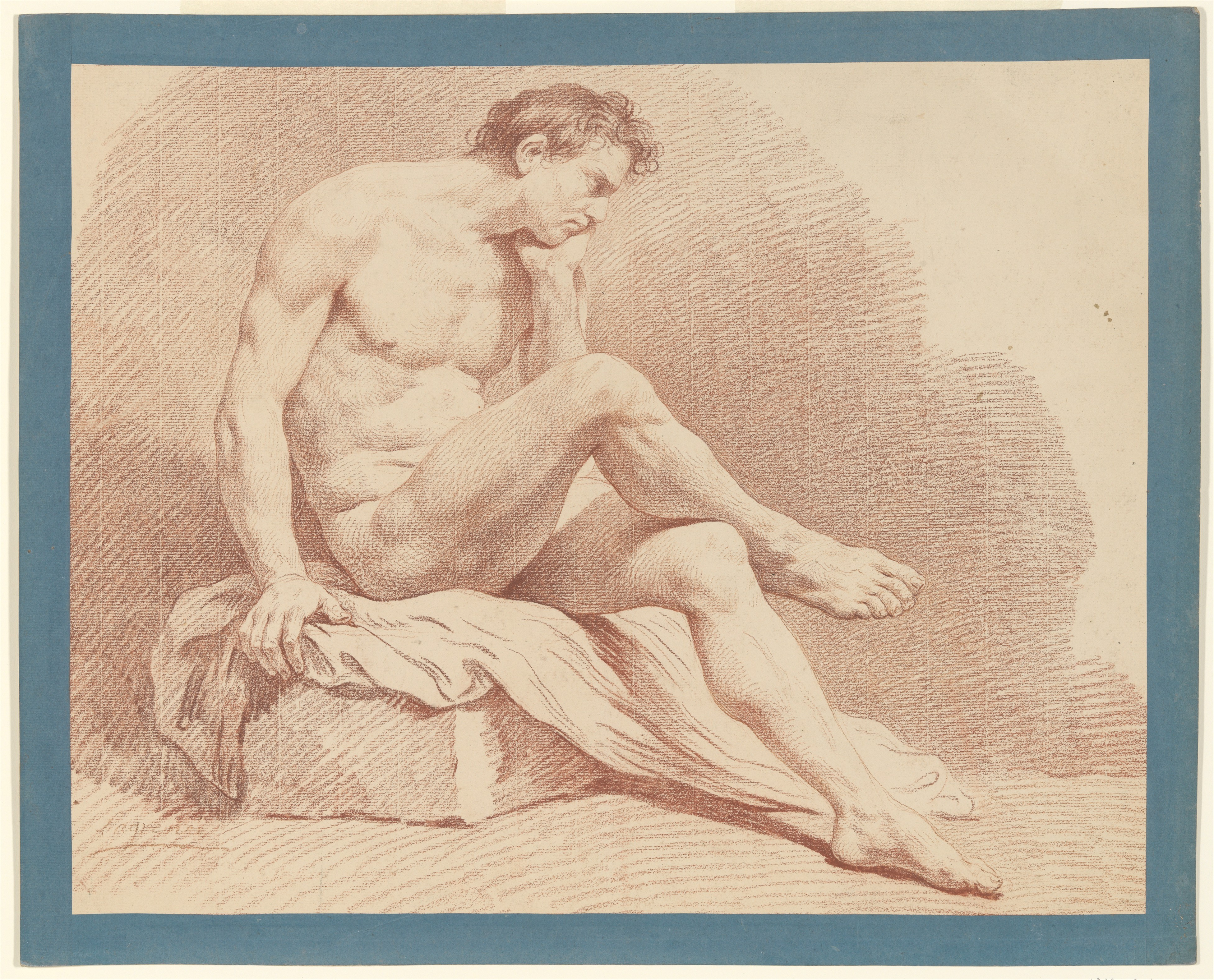
Homme nu assis, New York, Metropolitan Museum of Art.
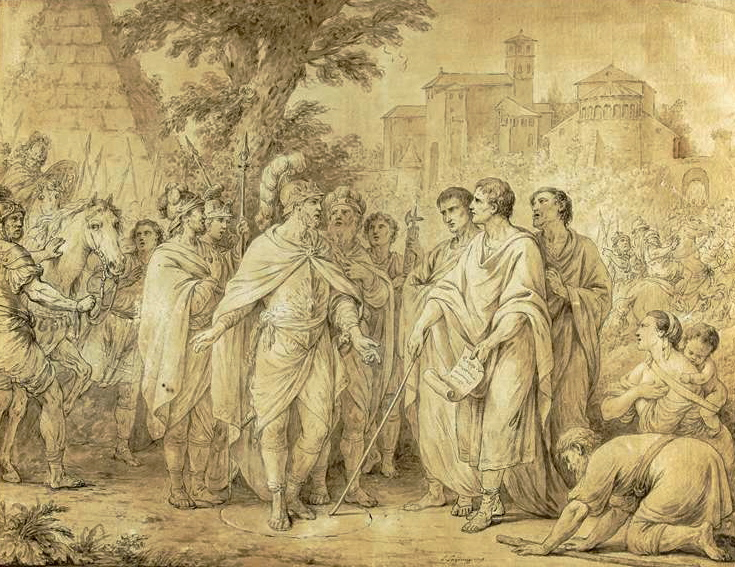
Le Consul Popilius Lena entourant d'un cercle le roi Antiochus, Palais des Beaux-Arts de Lille.
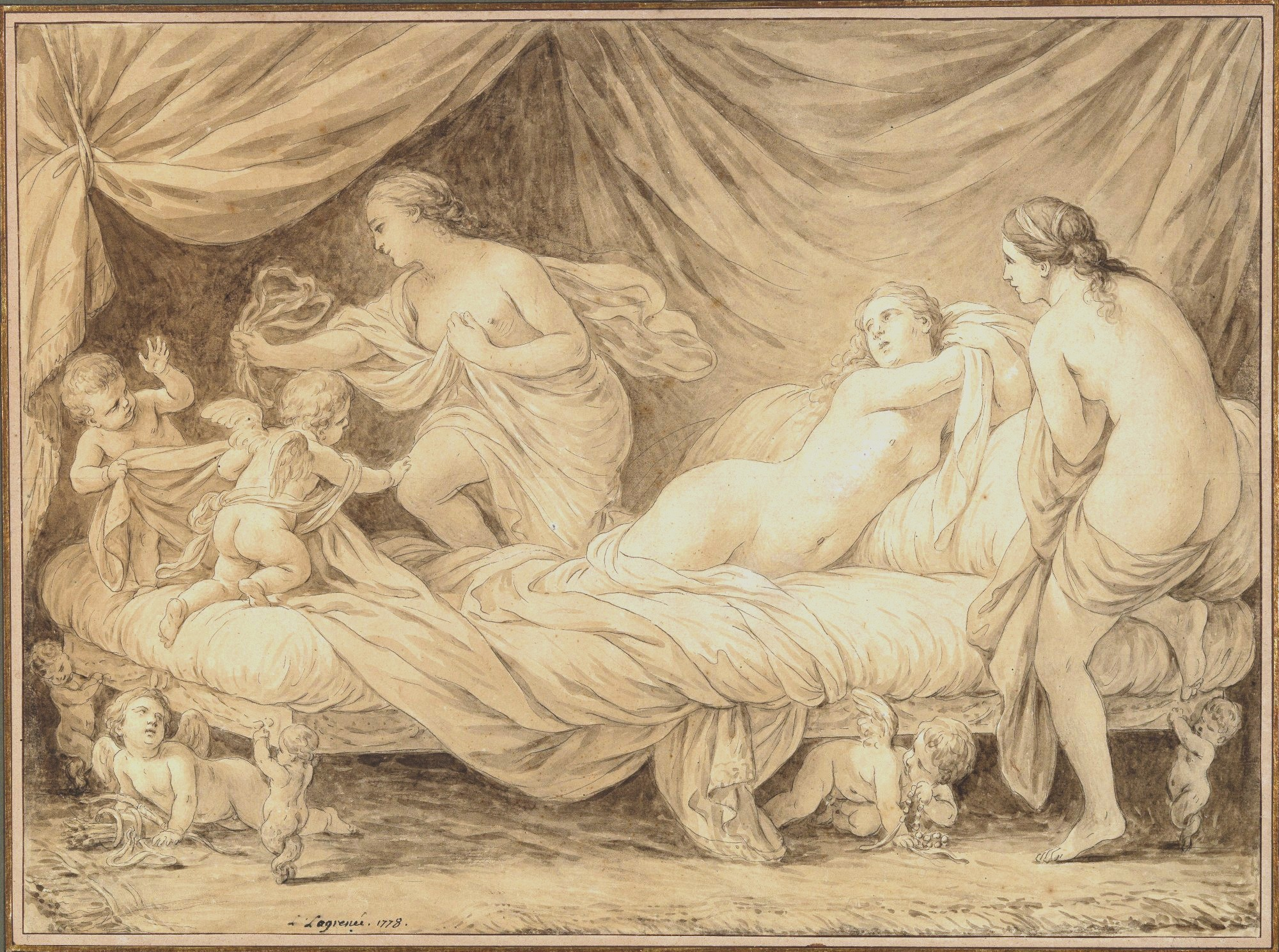
Les Trois Grâces taquinées par Cupidons, 1778, Metropolitan Museum of Art.

### Tapisseries

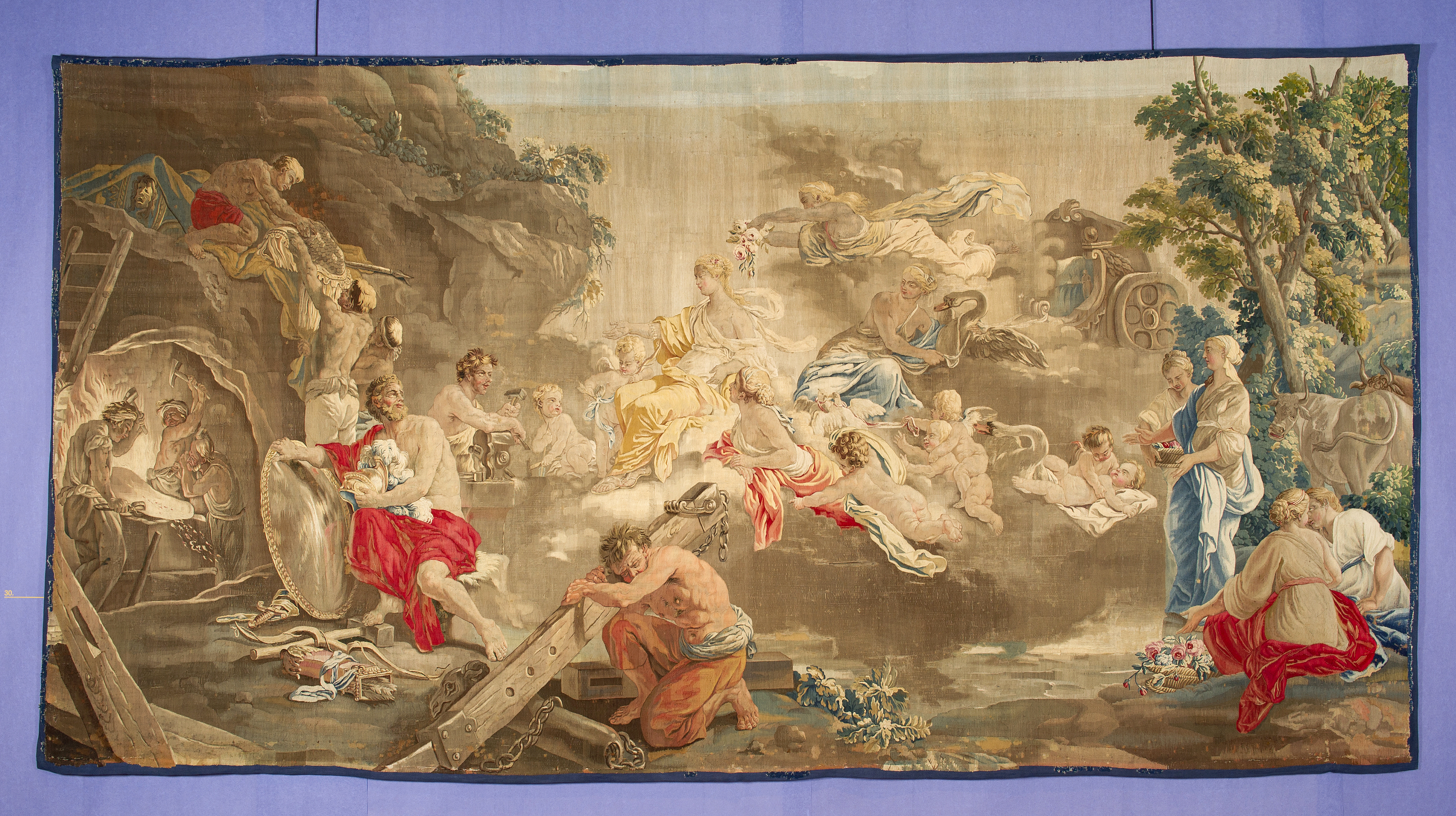
Vénus aux Forges (vers 1760), tapisserie de basse lisse, laine et soie,, Aubusson, Cité internationale de la tapisserie.

Ensemble de sujets mythologiques tissés d'après six peintures, acquises par l'administration royale pour la manufacture d'Aubusson, 1759 :  
- Aurore enlève Céphale, carton et tissage non localisés ;
- Jupiter transformé en taureau enlève Europe, carton conservé à Paris au musée des Arts décoratifs ;
- Vénus aux forges de Lemnos, carton décrit par Denis Diderot lors du salon de 1759, tapisserie conservée à Aubusson à la Cité internationale de la tapisserie ;
- Borée enlève Orythie, localisation inconnue ;
- Thétys reçoit Apollon, carton conservé à Paris au musée des Arts décoratifs ;
- Mercure apporte Bacchus aux nymphes de Nysa, dit aussi La Naissance de Bacchus, tapisserie conservée à Paris au Mobilier national.

## Distinctions
- Chevalier de la Légion d'honneur, le 15 juillet 1804[34].

## Élèves
- Jean Bardin
- Jacques Bouillard
- Antoine-Denis Chaudet
- Jean-Jacques Lagrenée, dit Lagrenée le Jeune, son frère
- Pierre Peyron